# 多島海海上国立公園
多島海海上国立公園（タドヘかいじょうこくりつこうえん、다도해 해상 국립공원）とは、韓国全羅南道新安郡紅島から麗水市に至る海上国立公園であり、1981年12月23日に指定された。
その名の通り、数多くの島々が点在する多島海を範囲とする。

## 歴史と現在
| 位置                                           | 名跡         | 保護対象 | 指定日         |
| 全羅南道新安郡、珍島郡、莞島郡、高興郡、麗水市 | 2,321.512km² |          | 1981年12月23日 |